# Zomerbot
De zomerbot (Paralichthys dentatus) is een straalvinnige vissensoort uit de familie van de schijnbotten (Paralichthyidae). De wetenschappelijke naam van de soort is gepubliceerd in 1766 door Linnaeus.

## Kenmerken
Deze tot 94 cm lange en tot 12 kg zware vis heeft een plat, samengedrukt bruin lichaam met donkere vlekken. De rugvin loopt door vanaf de kop tot aan de waaiervormige staartvin. De buikvin is iets korter.

## Leefwijze
Het voedsel van deze roofvis bestaat in hoofdzaak uit kleine vissen en ongewervelden, die met snelle uitvallen vanaf de bodem, waarop de vis goed gecamoufleerd ligt te loeren, worden gevangen met zijn scherpe tanden.

## Voortplanting en ontwikkeling
De eieren zijn gehuld in een oliedruppeltje, zodat ze naar de oppervlakte stijgen. De larven vertonen veel overeenkomsten met gewone vissen, maar na het bereiken van een bepaalde lichaamslengte (15 mm) begint het lichaam af te platten, waarbij het rechteroog zich verplaatst naar de linkerkant. De larve heeft geen zwemblaas en gaat daarna op de bodem leven.

## Verspreiding en leefgebied
Deze soort komt voor in de noordwestelijke Atlantische Oceaan ten oosten van Noord-Amerika, maar ook in riviermonden en zoete wateren.

## Status
De soort staat op de Rode Lijst van de IUCN als niet bedreigd, beoordelingsjaar 2009. De omvang van de populatie is volgens de IUCN dalend.